# Dragon Quest III
Dragon Quest III: Las semillas de la salvación (ドラゴンクエストIII そして伝説へ… Doragon Kuesuto Surī: Soshite Densetsu e…, lit. Dragon Quest III: Y hacia la leyenda...) es un videojuego de rol de 1988 desarrollado por Chunsoft y publicado por Enix (actualmente Square Enix) para la consola Famicom en Japón, y posteriormente lanzado en Norteamérica en 1992 bajo el título de Dragon Warrior III. A pesar de ser la tercera entrega de la serie, argumentalmente funciona como precuela de los anteriores. Por ello, junto con Dragon Quest y Dragon Quest II, forma parte de la llamada Trilogía de Erdrick (o Loto en Japón). 
El título sigue las gestas del héroe arquetipo de la saga quien, por petición del rey de Aliana, le pide salvar el mundo del rey demonio Baramos que amenaza con destruir el mundo. Para ello, reúne a un grupo de compañeros y viaja por diversas ciudades y regiones, hasta llegar a enfrentarse al malvado rey demonio.
El juego ha recibido una notable cantidad de revisiones desde su lanzamiento. En 1996 se lanzó un remake para la Super Famicom (versión japonesa de la Super Nintendo) , y otra versión para Game Boy Color en 2001. También fue adaptado para teléfonos móviles en 2009 y para Wii en 2011, aunque dichas versiones solo estuvieron disponibles en Japón. En 2014 se lanzó una versión adaptada a los sistema móviles Android e iOS , siendo la primera en estar disponible para el público europeo. Sin embargo, no fue hasta 2019, con una revisión de la versión móvil para Nintendo Switch, cuando el juego llegó por primera vez a consolas en Europa. En 2021, con motivo del 35.º aniversario de la saga, se anunció un nuevo remake titulado Dragon Quest III HD-2D Remake, basado en el estilo gráfico de la serie Octopath Traveler . Su lanzamiento global tuvo lugar en noviembre de 2024 para las plataformas Nintendo Switch, PlayStation 5, Windows y Xbox Series.
Mientras que el sistema de combate se mantiene cercano a los juegos anteriores de Dragon Quest, manteniendo batallas por turnos y en primera persona, Dragon Quest III sintrodujo importantes innovaciones, como un mundo abierto, una jugabilidad no lineal. y un mundo persistente con su propio ciclo día-noche También incorporó un sistema de cambio de clase pionero de cambios de clase, que es visto más tarde en Dragon Quest VI, VII, y IX. Este sistema de clases permite al jugador personalizar su grupo al cambiar las clases de personaje durante el juego y llevar estadísticas de un personaje y las habilidades aprendidas en clases anteriores. El sistema de cambio de clase de Dragon Quest III formó la jugabilidad de los juegos de rol en el futuro, en especial la saga Final Fantasy, mientras que un sistema similar más tarde también apareció en Wizardry VI y VII.

## Jugabilidad
Dragon Warrior III se caracteriza por la expansión en gran medida sobre la original de Dragon Warrior y Dragon Warrior II. El juego utiliza básicas convenciones de videojuegos de rol, tales como subir de nivel ganando puntos de experiencia y equipando artículos. La batalla es basada en turnos al igual que los otros juegos de la serie.
Dragon Warrior III cuenta con un sistema de clases, en el que cada personaje tiene una cierta clase. Mientras que el héroe siempre tiene la clase de héroe, los otros personajes pueden elegir entre los siguientes: Soldado (Guerrero en la versión de GBC), Luchador, Peregrino (clérigo), Mago, comerciante (vendedor), Bufón , sabio, y ladrón que estaba disponible sólo en las versiones posteriores. La elección de la clase afecta en gran medida las estadísticas de los personajes y los hechizos que él o ella puede aprender. Por otra parte, al llegar a nivel de la experiencia de 20, un personaje tiene la opción de cambiar de clases en el templo de Dhama, que se encuentra a mitad de camino a través del juego. El juego comienza con sólo el héroe en el grupo, que luego es capaz de reclutar a un grupo de tres en la taberna local. A diferencia de la mayoría de los grupos de Dragon Quest, además del héroe, el grupo no se compone de personajes involucrados en la historia. Aunque sólo cuatro personajes pueden estar en el grupo en un momento, los miembros adicionales se pueden mantener en la taberna, dejando espacio para nuevos reclutas. Otra innovación es una arena donde el jugador puede realizar apuestas sobre el resultado de las batallas de monstruos.
Las nuevas versiones incorporan algunos cambios en la interfaz de los juegos posteriores de la serie, como la apertura de la puertas simplificada, la bolsa, que sustituyó al banco de ítems de almacenamiento, clasificación de la artículos y comandos que se pueden usar fuera de combate para automatizar el proceso de curación y el estado de la restauración de los hechizos.
Mientras que los juegos anteriores de Dragon Quest también fueron no lineales, Dragon Quest III fue el ejemplo más importante de mundo abierto de juego entre los primeros juegos de Dragón Quest. También permitió al jugador cambiar de personajes dentro y fuera del grupo a voluntad, y otra innovación fue la introducción de ciclos día/noche; ciertos elementos, personajes y misiones son sólo accesibles a ciertas horas del día.

## Argumento
Dragon Warrior III se establece durante muchos años antes de que el original Dragon Warrior en un mundo separado de los dos primeros juegos. Un demonio malvado, Baramos, amenaza con destruir el mundo. La historia gira en torno al héroe, hijo o hija (el jugador puede elegir ser hombre o mujer, con pocos cambios en la jugabilidad) del legendario y fallecido recientemente Ortega. En su cumpleaños décimo sexto, el héroe es convocado al castillo y es dado por el Rey de Aliahan el reto de seguir los pasos de su padre para tratar de librar al mundo de los Baramos, gran enemigo del mal. El héroe entonces es capaz de contratar a tres compañeros de viaje para luchar con Baramos.
El héroe sale de su país de origen de Aliahan para viajar por el mundo y completar la misión de su padre para derrotar a Baramos. Una gran parte de la aventura es la búsqueda de adquirir los últimos dos de las tres llaves necesarias para abrir las puertas a través del juego. Después de salvar a dos personas de la ciudad de Baharata del rebelde Kandar y robando de nuevo la corona del rey Romanly, el héroe recibe Pimienta Negra que luego intercambia por un barco de vela en Portoga. Kandar aparece más adelante en el Mundo Oscuro, en la cárcel Tantegal, diciéndole al héroe dónde encontrar las Sunstones. Con el barco, el héroe adquiere la llave final y las seis esferas místicas que se utilizan para revivir el legendario pájaro Ramia (en las versiones posteriores, Lamia). Ramia permite que el héroe y su grupo a viajar al castillo de Baramos, que está rodeado de montañas.
Después de derrotar a Baramos en una feroz batalla y volver a Aliahan, la celebración del héroe se corta como Zoma, maestro de Baramos, el verdadero villano, revela su existencia, ataca y se abre un hoyo al Mundo Oscuro. El Mundo Oscuro es en hecho Alefgard (de las anteriores entregas de la serie), donde el héroe debe adquirir varios de los artefactos que fueron recogidos en el original Dragon Warrior, entre ellos la Piedra del Sol y el Cetro Lluvia. Rubiss, un legendario sabio ha sido convertido en piedra y es rescatado por el héroe. A cambio, el héroe recibe el amuleto sagrado. Estos artículos, como en el juego original, crean el Puente Arcoíris, que lleva al héroe al castillo de Zoma para la confrontación final. En el camino, el grupo debe derrotar a los Baramos revividos, convertidos en Baramos Bomus y Baramos Gonus (acortado a BaraBomus y BaraGonus, respectivamente, en la nueva versión de Gameboy Color). Con la bola de luz, otorgada por la reina de los dragones, el héroe vence Zoma. Por su valentía, el héroe recibe el título de Erdrick (o en versiones posteriores, Loto).

## Desarrollo
Al igual que con los otros juegos principales de la serie Dragon Quest, los escenarios de Dragon Warrior III fueron diseñados por Yuji Horii, mientras que la ilustración fue hecha por Akira Toriyama, de Dragon Ball. Koichi Sugiyama compuso toda la música de Dragon Warrior III.

### Nuevas versiones
La versión de Super Famicom, lanzada a finales de 1996, durante los últimos días de la SNES en América del Norte, nunca fue traída a América del Norte, debido al cierre de Enix America Corporation en 1993. Para el momento que Enix of América volvió, la SNES había abandonado el mercado de América del Norte. En 2009, fue traducido no oficial al Inglés. Sin embargo, la nueva versión, para la Game Boy Color, se publicó en Japón y los EE.UU. La versión para Game Boy Color se basa en la versión de Super Famicom. Para el lanzamiento en Norteamérica de la nueva versión del juego Dragon Warrior III, Enix decidió dar al empaque una sensación de anime, debido a avivar la demanda en los foros de Enix. Ambas versiones remakes de Dragon Quest III ofrecen muchas características nuevas y cambios. Ninguna versión de Dragon Quest III fue lanzada en Europa, y Square-Enix aún no ha hecho ningún anuncio para las futuras versiones planificadas de cualquier versión de este juego.
Las nuevas versiones cuentan con gráficos actualizados. Una introducción revisada por el juego se hizo, similar a la que en el original Dragon Warrior III, que incluía la batalla de Ortega con la reina de los dragones. La animación de monstruos y ataques en las batallas se añadieron, una característica introducida por primera vez en Dragon Quest VI.
Se anunció en mayo de 2011 que Square-Enix lanzaría Dragon Quest III para la Wii. Ninguna palabra oficial ha sido dicha si este juego será lanzado fuera de Japón.

## Recepción y ventas
Dragon Quest III vendió más de 3,8 millones de copias en Japón. Es a menudo erróneamente conocido por ser el juego que en 1988 hizo que el gobierno japonés prohibiera la liberación de videojuegos de Dragon Quest en días de escuela. En verdad, Enix decidió liberar los futuros juegos de Dragon Quest hasta el fin de semana.
Una encuesta realizada por la revista Famitsu a principios de 2006 entre sus lectores colocaron Dragon Quest III, el tercer juego más favorito de todos los tiempos, siendo precedido solo por Final Fantasy X y Final Fantasy VII, y el mejor juego de Famicom. En Japón, la nueva versión, Super Famicom vendió 1,4 millones de unidades, con cerca de 720.000 unidades vendidas sólo en 1996. La versión para Game Boy Color vendió menos de 604.000 copias en Japón a finales de 2001. Sin embargo, en conjunto, con las ventas de los remakes de Dragon Quest III es el título de mayor éxito en la serie y uno de los más vendidos juegos de rol en Japón.
El lanzamiento en Norteamérica de Dragon Warrior III no cumplió con tanto éxito. Considerado como una mejora respecto a los primeros dos juegos, Dragon Warrior III "mantuvo el mismo estilo feo gráfico y la interfaz torpe", explicó Kurt Kalata de Gamasutra. Las malas ventas de América del Norte también son en parte debido al hecho de que el juego fue lanzado después de la liberación de los sistemas de juego de 16 bits, haciendo que parezca aún más arcaico para los jugadores. los críticos encontraron el nuevo sistema de día / noche y a la adición de un banco dignos de alabanza en el juego.